# Antiguo Aeropuerto Internacional Mariscal Sucre
El Antiguo Aeropuerto Internacional Mariscal Sucre fue el aeropuerto que sirvió a la ciudad de Quito desde 1960 hasta su cierre el 19 de febrero de 2013. Fue nombrado en honor al militar venezolano Antonio José de Sucre, héroe de la independencia ecuatoriana. Se encontraba a una altitud de 2.880 m s. n. m., lo que lo convertía en uno de los aeropuertos internacionales más altos del mundo.
Fue remplazado por el nuevo Aeropuerto Internacional de Quito en la localidad de Tababela, a unos 18 kilómetros al este de la ciudad, con el fin de ampliar la capacidad aeroportuaria de la ciudad, limitada debido a la ubicación en plena zona residencial del antiguo aeropuerto. Tras el cierre, la zona antes ocupada por el aeropuerto se convirtió en un gigantesco parque urbano llamado Parque Bicentenario.

## Historia
El aeropuerto se inauguró el 5 de agosto de 1960; la terminal principal fue diseñada durante el gobierno de Camilo Ponce Enríquez siendo director de Aviación Civil el Mayor Francisco Sampedro Villafuerte. Las terminales actuales fueron abiertas en 2003. El aeropuerto tenía varias calles de rodaje, plataformas de mantenimiento, áreas de estacionamiento, bodega, salas de pasajeros, áreas de mezzanine y otros servicios. Consistía de dos plantas, la primera planta consistía en la zona de salidas con salas de espera y restaurantes mientras la segunda planta principalmente para oficinas de las compañías aéreas y de los servicios aeroportuarios relacionados; tenía 10 puertas de embarque.
El Aeropuerto Mariscal Sucre, diseñado para servir aproximadamente 3.600.000 pasajeros por año, tuvo un tráfico, (a su cierre), de 5.000.500 pasajeros anuales, situación que ocasionaba incomodidades a los usuarios. El Aeropuerto Mariscal Sucre cerró sus puertas el 19 de febrero de 2013 tras casi 53 años de servicio.

## Antiguos destinos

### Terminal de vuelos domésticos
| Aerolíneas                         | Destinos | Años de operación |
| ---------------------------------- | --- | ----------------- |
| AeroGal (actual Avianca Ecuador)   | Cuenca, Guayaquil, El Coca, Manta y Lago Agrio                                                                     | 1985-2013         |
| Austro Aéreo                       | Cuenca | 1996-2003         |
| Ecuatoriana de Aviación            | Guayaquil | 1960-2006         |
| Ícaro Air                          | Guayaquil, El Coca y Manta                                                                                         | 1971-2011         |
| LAN Ecuador (actual LATAM Ecuador) | Cuenca y Guayaquil                                                                                                 | 2002-2013         |
| Panagra                            | Guayaquil | 1940-1967         |
| Saereo                             | Macas | 1994-2013         |
| Saeta                              | Guayaquil, Cuenca, Baltra y San Cristóbal                                                                          | 1960-2000         |
| SAN                                | Cuenca y Guayaquil                                                                                                 | 1964-2000         |
| TAME                               | Baltra, Cuenca, Tulcán, El Coca, Esmeraldas, Guayaquil, Manta, Nueva Loja, Loja, Salinas, Santa Rosa, Macas y Tena | 1962-2013         |

### Terminal de vuelos internacionales
| Aerolíneas                                 | Destinos | Años de operación |
| ------------------------------------------ | --- | ----------------- |
| ACES                                       | Bogotá y Medellín | 1985-2002         |
| Aero Continente                            | Lima | 1997-2004         |
| AeroGal (actual Avianca Ecuador)           | Bogotá, Medellín, Lima, Miami y Nueva York-JFK | 1990-2013         |
| Aerolíneas Argentinas                      | Buenos Aires-Ezeiza | 1950-2001         |
| Aeroperú                                   | Lima | 1990-1999         |
| Air Comet                                  | Madrid | 2005-2009         |
| Air Europa                                 | Madrid | 2004-2013         |
| Air France                                 | París-Charles de Gaulle | 1946-2013         |
| Air Madrid                                 | Barcelona y Madrid | 2003-2006         |
| American Airlines                          | Miami | 1965-2013         |
| AOM French Airlines                        | París–Orly | 1996-2000         |
| Avensa                                     | Caracas | 1980-1997         |
| Avianca                                    | Bogotá | 1983-2013         |
| Braniff International                      | Los Ángeles, Miami, Newark, San Francisco y Washington-Dulles | 1967-1982         |
| British Caledonian                         | Londres-Gatwick (vía Caracas) | 1977-1987         |
| Continental Airlines                       | Houston-Intercontinental y Newark | 1992-2012         |
| Compañía Mexicana de Aviación              | México, D. F. | 1975-2010         |
| Copa Airlines                              | Panamá-Tocumen | 1998-2013         |
| Copa Airlines Colombia                     | Bogotá | 2011-2013         |
| Cruzeiro do Sul                            | Río de Janeiro-Galeão y São Paulo-Guarulhos | 1970-1990         |
| Cubana de Aviación                         | La Habana | 1970-1992         |
| Delta Air Lines                            | Atlanta | 1968-2013         |
| Dominicana de Aviación                     | Santo Domingo | 1981-1995         |
| Eastern Air Lines                          | Miami y Nueva York-JFK | 1960-1989         |
| Ecuatoriana de Aviación                    | Antofagasta, Asunción, Bogotá, Buenos Aires-Ezeiza, Cali, Cancún, Caracas, Chicago-O'Hare, La Paz, Lima, Los Ángeles, Madrid, Manaos, México, D. F., Montevideo, Montreal-Mirabel, Miami, Nassau, Nueva York-JFK, Panamá-Tocumen, Río de Janeiro-Galeão, San Francisco, Santa Cruz de la Sierra, Santiago de Chile, São Paulo-Guarulhos, Tel Aviv, Toronto-Pearson y Washington-Dulles | 1970-2003         |
| Iberia                                     | Madrid | 1960-2013         |
| Ícaro Air                                  | Bogotá y Cali | 1990-1995         |
| KLM Royal Dutch Airlines                   | Ámsterdam y Bonaire | 1952-2013         |
| LACSA (actual Avianca Costa Rica)          | San José de Costa Rica | 1960-2013         |
| Lufthansa                                  | Frankfurt (vía Lima o San Juan) | 1956-2000         |
| LAN Airlines (actual LATAM)                | Santiago de Chile y Miami | 1995-2013         |
| LAN Ecuador (actual LATAM Ecuador)         | Buenos Aires-Ezeiza, Madrid, Miami, Santiago de Chile | 2002-2013         |
| LAN Perú (actual LATAM Perú)               | Lima, Cali, y Medellín | 1999-2013         |
| Líneas Aéreas Paraguayas                   | Asunción | 1990-1996         |
| Lloyd Aéreo Boliviano                      | Santa Cruz de la Sierra y La Paz | 2005-2007         |
| Pan Am                                     | Miami y Nueva York-JFK | 1950-1991         |
| Panagra                                    | Bogotá, Lima, Miami y Nueva York-JFK | 1940-1967         |
| Saeta                                      | Bogotá, Buenos Aires–Ezeiza, Caracas, Cuzco, La Paz, Lima, Los Ángeles, México, D. F., Medellín, Miami, Nueva York-JFK, Panamá-Tocumen y Santiago de Chile | 1960-2000         |
| Servivensa                                 | Caracas | 1990-1997         |
| TACA Airlines (actual Avianca El Salvador) | San Salvador | 1990-2013         |
| TACA Perú                                  | Lima | 1998-2013         |
| TAME                                       | Bogotá, Cali, Caracas, Lima, Panamá-Tocumen y São Paulo-Guarulhos | 1962-2013         |
| United Airlines                            | Houston–Intercontinental | 1992-2013         |
| Varig                                      | Rio de Janeiro-Galeão, San José de Costa Rica y São Paulo-Guarulhos | 1979-1990         |
| VASP                                       | São Paulo-Guarulhos | 1980-1990         |
| Viasa                                      | Bogotá y Caracas | 1980-1995         |

### Terminal de carga
| Aerolíneas                         | Destinos                                                                 | Años de operación |
| ---------------------------------- | ------------------------------------------------------------------------ | ----------------- |
| ABSA Cargo Airlines                | Fortaleza, Guayaquil, Manaos, Campinas-Viracopos, Miami y Panamá-Tocumen | ¿?                |
| AeroSucre                          | Bogotá                                                                   | ¿?                |
| Air Cargo Germany                  | Bogotá, Frankfurt, Frankfurt-Hahn, México D. F., y Toronto-Pearson       | ¿?                |
| Atlas Air                          | Nueva York-JFK                                                           | ¿?                |
| Cargolux                           | Bogotá, Luxemburgo, Maastricht y Campinas-Viracopos                      | 2000-2009         |
| Centurion Air Cargo                | Miami                                                                    | ¿?                |
| Cielos Airlines                    | Lima y Miami                                                             | ¿?                |
| DHL Aero Expreso                   | Miami                                                                    | ¿?                |
| FedEx Express                      | Memphis y Miami                                                          | 1990-2013         |
| Florida West International Airways | Miami                                                                    | ¿?                |
| LAN Cargo                          | Ámsterdam, Buenos Aires-Ezeiza, Miami y Santiago de Chile                | 1998-2013         |
| LANCO                              | Ámsterdam, Bogotá, Miami y Río de Janeiro-Galeão                         | ¿?                |
| Lufthansa Cargo                    | Frankfurt                                                                | 1990-2013         |
| Líneas Aéreas Suramericanas        | Bogotá                                                                   | ¿?                |
| Martinair                          | Aguadilla, Ámsterdam, Miami y San José de Costa Rica                     | ¿?                |
| Mas Air                            | Los Ángeles, México D. F.                                                | ¿?                |
| Singapore Airlines Cargo           | Bogotá, Bruselas y Campinas-Viracopos                                    | ¿?                |
| Southern Air                       | Miami                                                                    | ¿?                |
| TAMPA Cargo                        | Bogotá, Medellín y Miami                                                 | ¿?                |
| UPS Airlines                       | Miami                                                                    | 1990-2013         |
| World Airways Cargo                | Miami                                                                    | ¿?                |

## Accidentes e incidentes
- El 7 de noviembre de 1960 un Fairchild F-27 (HC-ADV) que cubría la ruta Guayaquil-Quito se estrelló contra el volcán Atacazo en la aproximación al aeropuerto. Murieron 34 pasajeros y tres tripulantes.
- El 27 de enero de 1980, un Boeing 720 de Avianca que aterrizó en Quito en una espesa neblina, sufrió fracturas el tren de aterrizaje debido a que la aeronave aterrizó muy pronto. El avión provenía de Bogotá.
- El 18 de septiembre de 1984, un DC-8 de AECA que venía de Miami y 2 horas después iba a Guayaquil, no alcanzó a despegar y se estrelló en el barrio El Rosario, muriendo 49 personas entre pasajeros y personas que había en tierra.
- El 3 de junio de 1988, un North American Sabreliner (NA265-40A) de la Fuerza Aérea Ecuatoriana, se estrelló en Quito; murieron los 11 ocupantes, entre ellos el comandante general de la Fuerza Aérea Ecuatoriana y un oficial de alto rango de la Fuerza Aérea Israelí.[6]
- El 10 de diciembre de 1992, otra aeronave Sabreliner de la Fuerza Aérea Ecuatoriana, se estrelló en la avenida González Suárez, falleciendo 10 personas en este siniestro, entre ellos el comandante Carlomagno Andrade, entonces comandante del ejército. El avión venía de Machala.
- El 21 de diciembre de 1992, un bimotor Piper PA-34 Seneca, se estrelló en la avenida González Suárez, donde fallecen el ministro de información y turismo Pedro Zambrano Izaguirre y su esposa.
- El 1 de mayo de 1996, el Boeing 727-200, de la empresa FLY, en el cual iban los jugadores del Corinthians, tras derrotar por 3 - 1 al Espoli por los octavos de final de la Copa Libertadores 1996, se sale de la pista del Mariscal Sucre de Quito provocando daños en las afueras del aeropuerto de la ciudad. Seis heridos produjo este accidente.
- El 20 de agosto de 1998, un Túpolev Tu-154 de Cubana de Aviación, no alcanzó a despegar, estrellándose contra la torre de comunicaciones y luego contra un muro. Llevaba 90 pasajeros, de los cuales fallecieron 76. El avión cubría la ruta Quito-Guayaquil-La Habana
- El 17 de enero de 2003, el Fokker F28 de TAME, se salió de la pista minutos antes de despegar; la aeronave iba con 72 personas a bordo y cubría la ruta Quito-Tulcán-Cali.
- El 31 de agosto de 2007, un Airbus A340-600 de Iberia, (Vuelo 6635 de Iberia), que cubría la ruta Madrid-Quito-Guayaquil-Madrid, sufrió un incidente al aterrizar en el Aeropuerto Internacional Mariscal Sucre de Quito, cuando el tren de aterrizaje principal de la aeronave se fracturó, debido a que el avión se posó demasiado fuerte en la pista, sin que los pasajeros hayan resultado heridos.[7]
- El viernes 9 de noviembre de 2007, a las 17:06 (hora local), otro A340-600 de Iberia (Vuelo 6463 de Iberia) que cubría igualmente la ruta Madrid-Quito-Guayaquil-Madrid, se salió de la pista del mismo Aeropuerto Internacional Mariscal Sucre, llevando a bordo a 333 personas entre pasajeros y tripulación. Se especula que el accidente se debió a que, en el momento del aterrizaje, en condiciones de pista húmeda y con neblina, la aeronave se posó muy adelante en la pista de aterrizaje, y no dentro del primer tercio de la misma. Además que la nave venía a una velocidad demasiado alta y se encontraba muy elevada al momento de tocar tierra, lo que ocasionó rotura del tren de aterrizaje y que el avión derrapara hasta la zona de seguridad que existe al final de la pista. Cinco personas fueron hospitalizadas por leves traumatismos producto del incidente, y la aeronave quedó enterrada en la cabecera norte del aeropuerto, dentro de la zona de seguridad.[8]
- El día 23 de septiembre de 2008, un Fokker 28 de la aerolínea Ícaro Air, se salió de la pista y se estrelló contra el muro de ladrillos de la cabecera norte del aeropuerto cuando intentaba despegar hacia la amazonia. El avión llevaba 66 personas a bordo, no hubo ninguna víctima o persona con lesiones de gravedad.[9]
- El día 19 de marzo de 2009, un Beechcraft B-200 Cormorán de la Fuerza Aérea Ecuatoriana, se estrelló contra dos edificios en el sector de la avenida González Suárez, dejando un saldo de 7 víctimas, dos de ellas en tierra. El avión ligero se encontraba en un entrenamiento de rutina conocido como "toque y despegue", las causas se atribuyen a una falla humana debido a la alta densidad de niebla en la zona.
- El día 27 de octubre de 2009, un helicóptero Dhruv recientemente adquirido por la Fuerza Aérea Ecuatoriana, se estrelló en la pista de la base aérea, dejando a sus tripulantes heridos, sin más víctimas. La aeronave se encontraba volando en formación militar junto a otros dos helicópetos Dhruv, durante la conmemoración de los 89 años de la Fuerza Aérea Ecuatoriana (FAE).[10]
- En noviembre de 2009, un Dornier 328 de la FAE, se estrelló cerca de Guápulo, dejando 3 muertos, cuando esta aeronave intentaba aterrizar en el aeropuerto.
- El 16 de septiembre de 2011, un Embraer E-190 de la aerolínea estatal TAME, (Vuelo 148 de TAME), de matrícula HC-CEZ, procedente de Loja, se sale de la pista. Aunque el avión no pudo volver a volar, no hubo víctimas que lamentar.[11]
- El 16 de marzo de 2012, una aeronave militar CASA CN-235 no pudo despegar se quedó varada en la mitad de la pista, sus 35 ocupantes resultaron ilesos del percance, la aeronave se dirigía a Guayaquil.
- El 29 de noviembre de 2012, un Boeing 737-800 de Copa Airlines, se salió de la pista durante el aterrizaje, quedando el tren principal a unos 3 metros del concreto. No hubo heridos y el accidente habría sido causado por la fuerte lluvia que caía en dicho momento.[12] Este fue el último accidente del aeropuerto.[13]

## Estadísticas de pasajeros y carga
|                 | Pasajeros                                                | Pasajeros                                                | Pasajeros                        | Carga (toneladas métricas)                                                              | Carga (toneladas métricas)                                                              |
| Internacionales | Internacionales                                          | Nacionales                                               |                                  | Carga (toneladas métricas)                                                              | Carga (toneladas métricas)                                                              |
| Entrada         | Salida                                                   | Totales                                                  | Entrada                          | Salida                                                                                  |                                                                                         |
| --------------- | -------------------------------------------------------- | -------------------------------------------------------- | -------------------------------- | --------------------------------------------------------------------------------------- | --------------------------------------------------------------------------------------- |
| 1998            | 439.580                                                  | 449.454                                                  | No se facilitan datos hasta 2016 | 11.815                                                                                  | 80.487                                                                                  |
| 1999            | 374.467                                                  | 423.384                                                  | No se facilitan datos hasta 2016 | 12.854                                                                                  | 74.177                                                                                  |
| 2000            | 421.165                                                  | 496.116                                                  | No se facilitan datos hasta 2016 | 14.718                                                                                  | 89.116                                                                                  |
| 2001            | 504.870                                                  | 567.615                                                  | No se facilitan datos hasta 2016 | Datos no facilitados                                                                    | Datos no facilitados                                                                    |
| 2002            | 518.515                                                  | 568.718                                                  | No se facilitan datos hasta 2016 | Datos no facilitados                                                                    | Datos no facilitados                                                                    |
| 2003            | 536.813                                                  | 545.343                                                  | No se facilitan datos hasta 2016 | Datos no facilitados                                                                    | Datos no facilitados                                                                    |
| 2004            | 577.552                                                  | 552.648                                                  | No se facilitan datos hasta 2016 | 17.147                                                                                  | 10.310                                                                                  |
| 2005            | 622.949                                                  | 604.102                                                  | No se facilitan datos hasta 2016 | 17.932                                                                                  | 45.543                                                                                  |
| 2006            | 657.336                                                  | 639.049                                                  | No se facilitan datos hasta 2016 | 17.937                                                                                  | 44.719                                                                                  |
| 2007            | 737.136                                                  | 705.842                                                  | No se facilitan datos hasta 2016 | 15.060                                                                                  | 40.112                                                                                  |
| 2008            | 745.038                                                  | 719.407                                                  | No se facilitan datos hasta 2016 | 14.484                                                                                  | 44.851                                                                                  |
| 2009            | 776.653                                                  | 717.395                                                  | No se facilitan datos hasta 2016 | 11.749                                                                                  | 60.227                                                                                  |
| 2010            | 837.261                                                  | 784.190                                                  | No se facilitan datos hasta 2016 | 14.798                                                                                  | 56.777                                                                                  |
| 2011            | 829.026                                                  | 780.817                                                  | No se facilitan datos hasta 2016 | 5.558                                                                                   | 8.247                                                                                   |
| 2012            | Los datos facilitados pertenecían ya al nuevo aeropuerto | Los datos facilitados pertenecían ya al nuevo aeropuerto | No se facilitan datos hasta 2016 | Los datos facilitados pertenecían ya al nuevo aeropuerto o bien al Aeropuerto Cotopaxi. | Los datos facilitados pertenecían ya al nuevo aeropuerto o bien al Aeropuerto Cotopaxi. |
| 2013            | Los datos facilitados pertenecían ya al nuevo aeropuerto | Los datos facilitados pertenecían ya al nuevo aeropuerto | No se facilitan datos hasta 2016 | Los datos facilitados pertenecían ya al nuevo aeropuerto o bien al Aeropuerto Cotopaxi. | Los datos facilitados pertenecían ya al nuevo aeropuerto o bien al Aeropuerto Cotopaxi. |